# Karlskoga Motorstadion
Das Karlskoga Motorstadion (auch Gelleråsens Motorbana oder Gelleråsen) ist die älteste permanente Motorsport-Rennstrecke in Schweden.
Die Strecke liegt etwa sechs Kilometer nördlich der Stadt Karlskoga in der Provinz Örebro län und ist aktuell für die Swedish Touring Car Championship homologiert. Sie ist so konzipiert, dass man von allen Zuschauerplätzen das komplette Areal überblicken kann.

## Geschichte

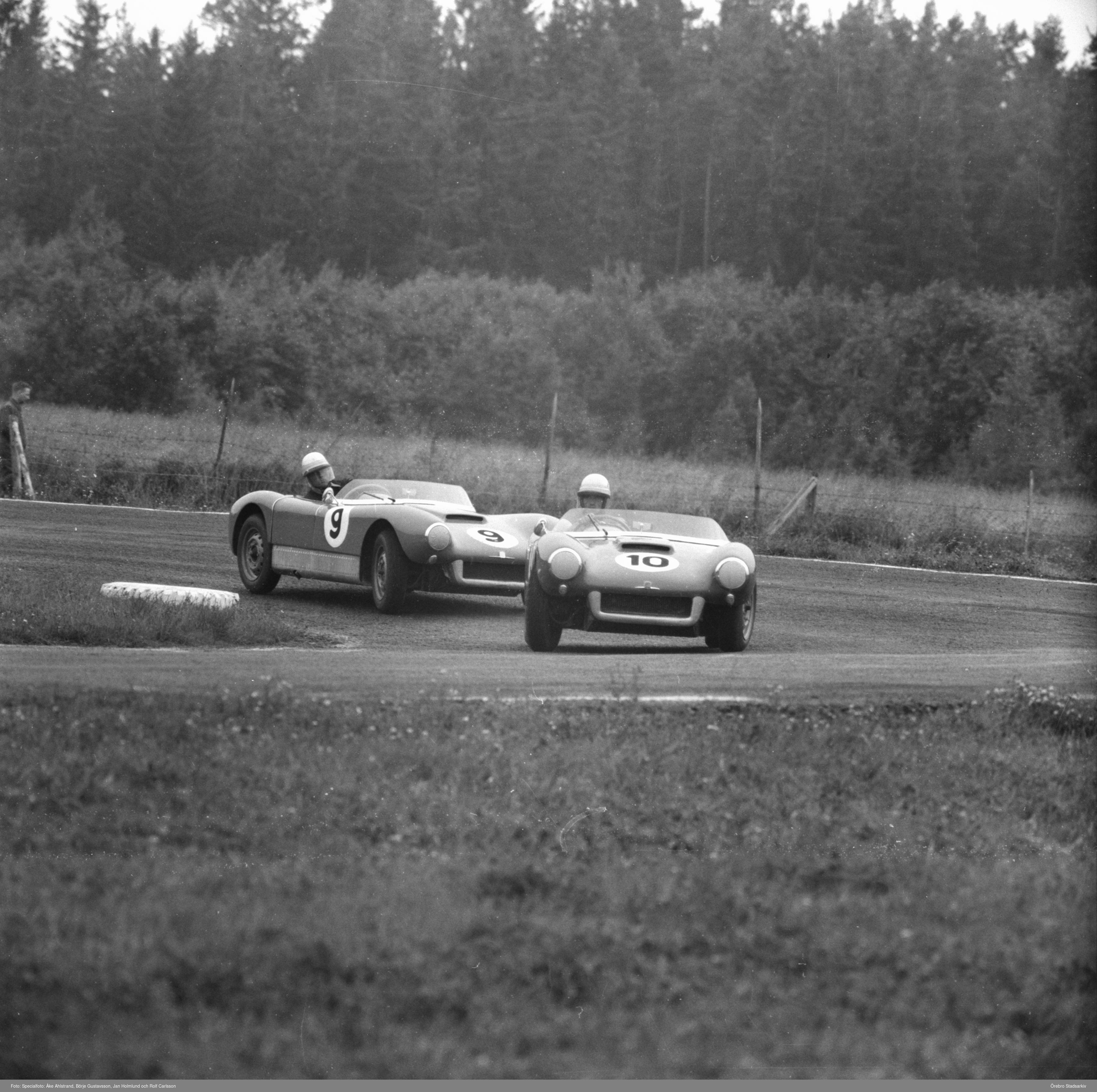
Kanonloppet 1957 am Gelleråsen

Das Karlskoga Motorstadion wurde 1949 als 1,55 km lange Dirttrack-Piste eröffnet. Das erste Rennen wurde am 4. Juni 1950 mit dem Kanonenrennen (schwedisch Kanonloppet) veranstaltet. Dieses erhielt seinen Namen vom Waffenhersteller Bofors, die in Karlskoga beheimatet war und es sponserte. Für das zweite Kanonloppet im Jahr 1952 wurde die Fahrbahn asphaltiert und die Länge der Piste auf 1,6 km erhöht. 1953 wurde die Björkdungskurvan (später umbenannt in Tröskurvan) gebaut, wodurch die Streckenlänge auf 2,0 km wuchs. Im Jahr 1958 kam der Velodromkurvan-Abschnitt hinzu, wodurch die Länge auf 3,172 km wuchs.
Am Vormittag des 9. August 1970 kam es im Rahmen des Kanonloppet-Rennens zum schwersten Unfall in der schwedischen Motorsportgeschichte. Beim ersten Rennen des Tages, dem für Tourenwagen bis 2000 cm³, berührten sich der Ford Escort des Finnen Pekka Virtanen und der BMW 02 des Schweden Rune Tobiasson im Rechtsknick auf der Gegengerade. Die beiden Wagen kamen von der Strecke ab, prallten in die etwa 80 Meter entfernte Böschung und wurden in die Zuschauer geschleudert. Die dort gelegenen Plätze galten wegen ihrer großen Entfernung zur Piste als relativ sicher. Zudem waren die Besucher abgelenkt, da kurz zuvor der Fahrer Erik Berger am selben Punkt von der Strecke abgekommen und die Auslaufzone dadurch in dichten Staub gehüllt war. Fünf Zuschauer kamen bei dem Unfall ums Leben, 32 wurden verletzt. Virtanen brach sich ein Bein. Das Rennen wurde sofort abgebrochen. Zwei Stunden später wurde die Veranstaltung mit auf jeweils 16 Fahrzeuge reduzierten Starterfeldern fortgesetzt. Als Folge der Tragödie wurden alle Rennen in Schweden ausgesetzt, bis die Strecken inspiziert und für sicher befunden wurden. 
Das Karlskoga Motorstadion wurde für mehrere Jahre geschlossen, umgebaut und 2,530 Kilometer verkürzt. Nachdem es in der Folge mehr oder weniger verfiel wurden in den 1990er- und 2000er-Jahren umfangreiche Renovierungsarbeiten durchgeführt. Die Boxengasse wurde verlegt und die Boxeneinrichtungen verbessert. Außerdem fanden einige Verbesserungen der Streckensicherheit statt, die unter anderem den Umbau der Tröskurvan und den Abriss der Velodrom-Sektion beinhaltete. Die verkürzte Piste hat seither eine Länge von 2,400 km.

## Veranstaltungen
Von 1961 bis 1963 waren die Kanonloppet-Rennen als nicht zur WM zählende Einladungsrennen für die Formel 1 ausgeschrieben und zogen die bekanntesten Fahrer der damaligen Zeit an. Es siegten Stirling Moss auf Lotus-Climax, Masten Gregory (Lotus-BRM) bzw. Jim Clark auf Lotus-Climax. Im Jahr 1967 fand mit dem Großen Preis von Schweden ein Lauf zur Formel-2-Europameisterschaft statt, den Jackie Stewart im Matra gewann.
In den Jahren 1978 und 1979 trug die FIM-Motorrad-Weltmeisterschaft den Großen Preis von Schweden auf der Strecke aus.

### Sieger der Motorrad-WM-Rennen
| Jahr | 125 cm³                        | 250 cm³                     | 350 cm³                   | 500 cm³               | Gespanne (Kat. B2A)                           |
| ---- | ------------------------------ | --------------------------- | ------------------------- | --------------------- | --------------------------------------------- |
| 1978 | Pier Paolo Bianchi (Minarelli) | Gregg Hansford (Kawasaki)   | Gregg Hansford (Kawasaki) | Barry Sheene (Suzuki) |                                               |
| 1979 | Pier Paolo Bianchi (Minarelli) | Graziano Rossi (Morbidelli) |                           | Barry Sheene (Suzuki) | Jock Taylor / Benga Johansson (Windle-Yamaha) |